# 最大クリーク問題

このグラフは最大クリーク を持つ

最大クリーク問題（さいだいクリークもんだい）は、グラフ理論において、グラフ中のクリーク（任意の二頂点間に枝があるような頂点集合）の中で最大のものを見つける問題。NP困難であることが知られている。
この問題は、補グラフに対する最大独立集合問題と等価である。
近似アルゴリズムについても研究されているが、グラフの頂点数を n とするとき、近似度 O(n / (log n)2) が達成されているのみである。また、P = NP が成り立たないとき、任意の ε > 0 について、近似度 n1/2 − ε の近似アルゴリズムが存在しないことが示されている。NP = ZPP が成り立たない場合、近似度 n1 − ε の近似アルゴリズムが存在しないことも示されている。